# HMS Hercules (1910)
HMS Hercules là một thiết giáp hạm dreadnought của Hải quân Hoàng gia Anh Quốc. Nguyên được dự định như là chiếc cuối cùng của lớp thiết giáp hạm Neptune bao gồm ba chiếc, nhưng hai chiếc sau có đai giáp dày hơn đôi chút so với Neptune, nên chúng được xếp lớp lại thuộc lớp Colossus.
Khi Chiến tranh Thế giới thứ nhất bắt đầu vào tháng 8 năm 1914, Hercules nằm trong thành phần Hải đội Chiến trận 2 thuộc Hạm đội Grand. Trong trận Jutland năm 1916, nó chỉ bị trúng mảnh đạn pháo, không hư hại và không bị thương vong. Khi chiến tranh kết thúc, Hercules được đưa về lực lượng dự bị cho đến năm 1921, khi nó được cho ngừng hoạt động và bị bán để tháo dỡ.

## Thiết kế và chế tạo
Hercules được đặt lườn vào ngày 30 tháng 7 năm 1909, được chế tạo bởi hãng đóng tàu Palmers. Nó được hạ thủy vào ngày 10 tháng 5 năm 1910 và được đưa ra hoạt động vào ngày 31 tháng 7 năm 1911 tại Portsmouth. Thuộc thế hệ thiết giáp hạm dreadnought với trọng lượng choán nước 20.000 tấn, Hercules được trang bị mười khẩu pháo BL 12 in (300 mm)/50 cal Mk XII trên năm tháp pháo nòng đôi, mười sáu khẩu pháo hạng hai BL 4 in (100 mm) Mk VII, bốn khẩu 3 pounder và ba ống phóng ngư lôi 21 inch (533 mm) ngầm dưới mặt nước. Nó có khả năng đạt tốc độ tối đa 21 kn (39 km/h) và một thủy thủ đoàn đầy đủ gồm 751 thành viên.

## Lịch sử hoạt động
Khi được đưa vào biên chế năm 1911, Hercules trở thành soái hạm của Đội 2 thuộc Hạm đội Nhà, và từ tháng 7 năm 1912 đến tháng 3 năm 1913 nó là soái hạm của Hải đội Chiến trận 2. Trong một cơn giông vào ngày 22 tháng 3 năm 1913 nó va chạm với chiếc SS Mary Parkes ngoài khơi Glasgow, nhưng chỉ bị hư hại nhẹ. Vào tháng 8 năm 1914 nó gia nhập Hạm đội Grand.
Vào ngày 31 tháng 5 năm 1916, trong trận Jutland, Hercules chiến đấu trong thành phần Đội 6 cùng với các thiết giáp hạm Marlborough, Revenge và Agincourt. Sau khi được bố trí đội hình, nó là chiếc thứ 23 trong hàng chiến trận. Hercules đối đầu với các tàu chiến-tuần dương đối phương từ 19 giờ 00 đến 19 giờ 15 phút, ghi được những phát trúng đích ở loạt đạn pháo thứ năm và thứ sáu. Nó đã bắn tổng cộng 98 phát đạn pháo hạng nặng trong suốt trận chiến, bị trúng mảnh đạn pháo nhưng không bị hư hại và không có thương vong. Nó từng phải đổi hướng khẩn cấp để tránh nhiều quả ngư lôi, một quả từng chạy dọc sát mạn phải con tàu.
Vào tháng 6 năm 1916, Hercules được điều sang làm soái hạm của Hải đội Chiến trận 4. Vào ngày 19 tháng 8 năm 1916, nó cùng với hải đội xuất trận đối phó lại kế hoạch bắn phá Sunderland của Hạm đội Biển khơi Đức. Ngày 24 tháng 4 năm 1918, nó được lệnh cùng với HMS St. Vincent đi đến Orkney hỗ trợ cho Agincourt và Hải đội Tuần dương 2 đối phó cuộc xuất quân cuối cùng của Hạm đội Biển khơi. Đến ngày 21 tháng 11 năm đó, Hercules tham gia Chiến dịch ZZ: nó ở trong hàng chiến trận phía Nam hộ tống chín thiết giáp hạm, năm tàu chiến-tuần dương, bảy tàu tuần dương hạng nhẹ và 49 tàu khu trục của Hải quân Đế quốc Đức khi chúng đầu hàng Hạm đội Grand và lên đường đi sang Firth of Forth.
Vào ngày 3 tháng 12 năm 1918, Hercules được cho tách ra để đưa Ủy ban Đình chiến Đồng Minh đi đến Kiel, được hộ tống bởi các tàu khu trục Verdun, Venetia, Viceroy và HMS Vidette. Đây là một dịp hiếm thấy khi con tàu treo cờ hiệu của ba đô đốc trên cột ăn-ten chính của nó: cờ hiệu của Phó đô đốc Hải quân Anh ở giữa, của Chuẩn đô đốc Hoa Kỳ bên mạn phải và của Chuẩn đô đốc Pháp bên mạn trái. Hải đội quay trở về Rosyth vào ngày 10 tháng 12.
Đến tháng 2 năm 1919, Hercules được đưa về hạm đội dự bị; vào ngày 8 tháng 11 năm 1921, nó bị bán cho một hãng tháo dỡ tàu của Đức. Hercules được kéo khỏi Rosyth và được tháo dỡ tại Kiel.